# Asbach Uralt

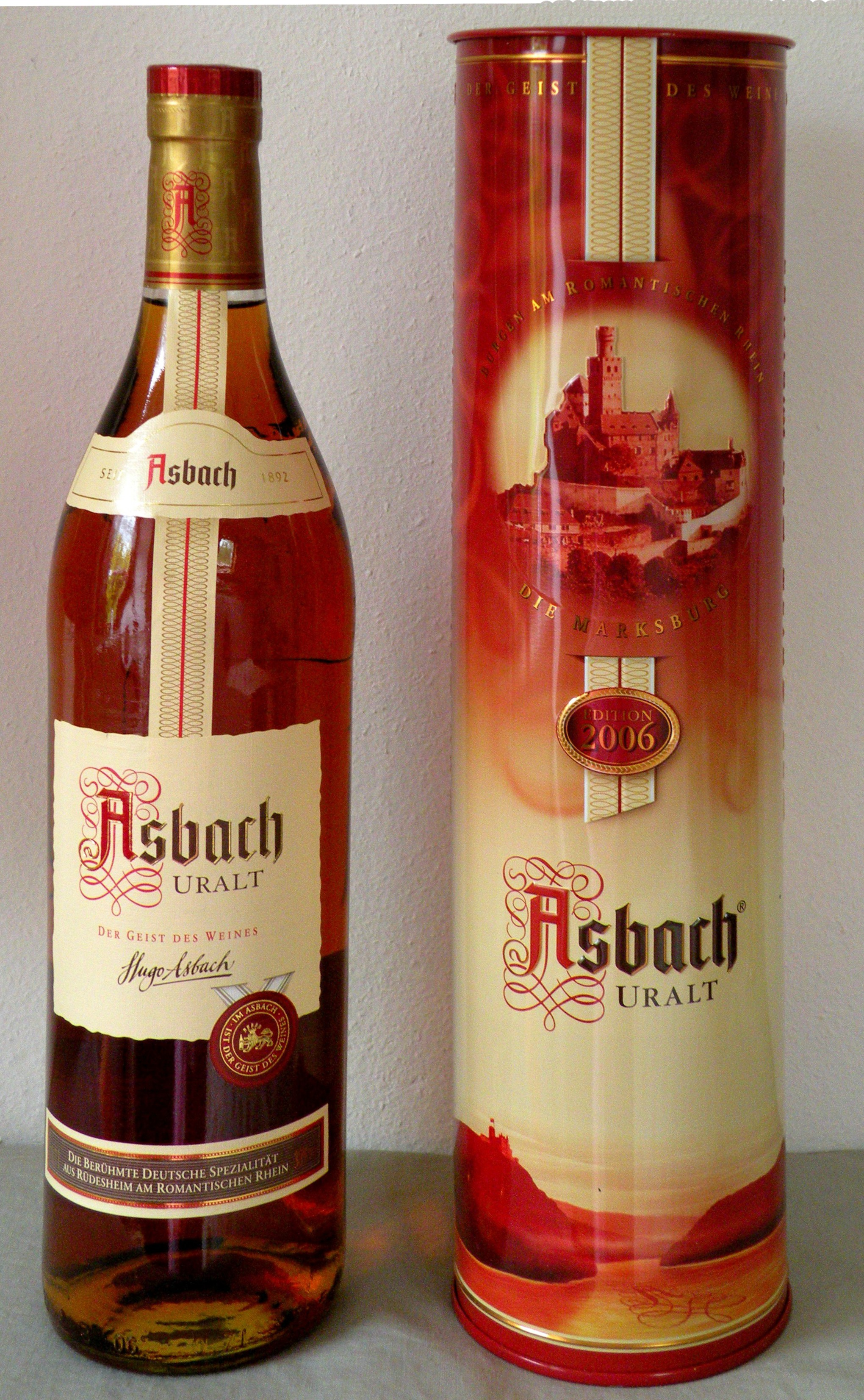
Asbach Uralt cadeauset (2006)

Asbach Uralt is een Duitse brandewijn die een alcoholpercentage heeft van 38%. Deze drank wordt verkregen door het distilleren van wijn. Sinds 1999 is het bedrijf eigendom van semper idem Underberg.

## Wijndistillaten
Sinds 1971 is de term weinbrand wettelijk beschermd in Duitsland. Een wijndistillaat mag pas weinbrand genoemd worden, wanneer er voldaan wordt aan een aantal strenge eisen. Zo mag de wijn die gebruikt wordt voor de productie van weinbrand slechts van een bepaald aantal druiven gemaakt worden. Daarnaast zijn er eisen qua lagering en productie, die voor minimaal 85% in Duitsland moet plaatsvinden.

## Weinbrand van Asbach Uralt
Weinbrand, gefabriceerd in de fabriek van Asbach in Rüdesheim am Rhein aan de Rijn in Duitsland, voldoet aan deze eisen. Hugo Asbach leerde het distilleren in Frankrijk en opende in 1892 een destilleerderij in Duitsland. Vanaf 1911 gebruikte hij enkel nog de term weinbrand.
Asbach Uralt weinbrand wordt van speciaal uit Frankrijk geïmporteerde witte druiven gemaakt. Deze druiven komen merendeels uit het departement Charente (niet ver van de plaats Cognac), om een constante kwaliteit te kunnen waarborgen.De wijn wordt in koperen ketels tweemaal gedistilleerd. De eerste maal wordt het ruwe distillaat genoemd en de tweede keer het fijne distillaat. Daarna moet het distillaat minstens nog 24 tot 46 maanden rijpen en wordt daarvoor in Limousin-eikenhouten vaten van ongeveer 300 liter inhoud gelagerd. Deze vaten worden zonder spijkers of lijm gemaakt, om de smaak niet te beïnvloeden. Het bedrijf heeft een voorraad van 21.000 vaten, sommige met brandewijn van meer dan 50 jaar. Hierdoor kunnen hoogwaardige weinbrands samengesteld worden. De smaak van Asbach Uralt is zachter dan de bekendere cognac.